# Nate Clements
Nathan D. Clements (Shaker Heights, 12 dicembre 1979) è un ex giocatore di football americano statunitense che ha militato nel ruolo di cornerback nella National Football League (NFL).

## Carriera
Clements al college giocò a football con gli Ohio State Buckeyes. Fu scelto dai Buffalo Bills come 21º assoluto nel Draft NFL 2001. Vi giocò fino al 2006, con la sua miglior stagione che fu quella del 2004, in cui fece registrare i primati in carriera per intercetti (6) e fumble forzati (5), venendo convocato per il suo unico Pro Bowl. 
Il 2 marzo 2007, Clements firmò con i San Francisco 49ers un contratto di otto anni del valore di 80 milioni di dollari, di cui 22 garantiti, all'epoca il più ricco della storia per un difensore. Nel 2007 mise a segno 4 intercetti, venendo premiato come miglior giocatore della squadra. Fu svincolato il 28 luglio 2011. Le ultime due stagioni della carriera le passò tra le file dei Cincinnati Bengals.

## Palmarès
- Convocazioni al Pro Bowl: 1

2004